# Gerhard Ritter
Gerhard Ritter (ur. 6 kwietnia 1888 w Bad Sooden-Allendorf, zm. 1 lipca 1967 we Fryburgu Bryzgowijskim) – niemiecki historyk.

## Życiorys
Syn protestanckiego pastora. Brat orientalisty Hellmuta Rittera i teologa Karla Bernharda Rittera. Mąż Gertrudy Reichardt. Po skończeniu gimnazjum w Gütersloh studiował w Monachium, Heidelbergu i Lipsku. Od 1912 pracował jako nauczyciel. W czasie I wojny światowej służył w piechocie.
Profesor uniwersytetów w Heidelbergu (1918–1923), Hamburgu (1923–1925) i Fryburga Bryzgowijskiego (1925–1956). Profesurę heidelberskiej uczelni otrzymał mając zaledwie 30 lat. W 1925 opublikował biografię Lutra, w której przedstawił przywódcę reformacji w korzystnym świetle. Od tej pory specjalizował się w biografistyce. Pracował nad życiorysami pruskiego premiera i reformatora z początku XIX w. – Karla vom und zum Stein, pruskiego monarchy Fryderyka Wielkiego. W latach 50. napisał biografię swojego przyjaciela Carla Friedricha Goerdelera – uczestnika antyhitlerowskiego ruchu oporu. Poza tym w swoich badaniach koncentrował się na politycznej, militarnej i kulturalnej historii Niemiec.
Przed II wojną światową należał do narodowych konserwatystów. Od 1929 był członkiem prawicowo-liberalnej partii „Deutsche Volkspartei” (DVP). Był zwolennikiem przekształcenia Niemiec w monarchię. Na początku rządów Adolfa Hitlera pochwalał politykę nowego reżimu, zwłaszcza zagraniczną. Odwrócił się jednak od nazistów z przyczyn religijnych. Nie godził się na prześladowanie Kościoła. Był luteraninem i należał do tzw. Kościoła Wyznającego („Bekennende Kirche”). Sympatyzował z konserwatywną opozycją i był zaangażowany w spisek przeciwko Hitlerowi 22 lipca 1944. Po rozbiciu spiskowców został przejściowo aresztowany.
W 1948 wydał pracę Europa a sprawa niemiecka (Europa und die deutsche Frage). Odrzucał tezę, jakoby III Rzesza była nieuchronną kulminacją całych dziejów Niemiec. Przedstawiał pogląd, że narodowy socjalizm był tylko częścią ogólnego trendu ówczesnej Europy. Argumentował, że nie tylko Niemcy podążyły w kierunku totalitaryzmu. Usprawiedliwiał tym samym społeczeństwo niemieckie. Republika weimarska – zdaniem Rittera – cechowała się przerostem demokracji. Przerost demokracji spowodował jej bezsilność i podatność na demagogiczne hasła Hitlera. Ritter dowodził tym samym, że gdyby monarchia przetrwała w Niemczech po I wojnie światowej nazizm nie narodziłby się w tak silnym stopniu. Taka przewrotna argumentacja była typowa dla kogoś, kto jak Ritter, był monarchistą, aprobującym politykę Niemiec.
Z tego też powodu Ritter należał do zagorzałych krytyków, np. Fritza Fischera, który upatrywał kontynuację między cesarstwem Wilhelma a dyktaturą Adolfa Hitlera. Odrzucał jednocześnie tezę, jakoby to głównie Niemcy ponosiły odpowiedzialność za wybuch I wojny światowej. Spór wokół I wojny światowej dzielił wówczas niemieckich historyków. Osią niezgody była ocena polityki niemieckich polityków i dyplomatów, oraz dowódców armii.
W 1951 wydał nakładem Institut für Zeitgeschichte tekst wystąpień przypisywanych Hitlerowi autorstwa Henry'ego Pickera (tzw. Rozmowy przy stole), powołując się na poświadczenie ich autentyczności przez Gerharda Engela, adiutanta Hitlera; w rzeczywistości notatki te nie są stenogramami, lecz swobodnymi wspomnieniami Pickera i Heinricha Heima, asystenta Martina Bormanna.
W 1957 otrzymał Pour le Mérite za Naukę i Sztukę. Ritter zmarł w 1967, mając 79 lat. Był jednym z ostatnich tradycjonalistów niemieckiego idealizmu. Ujmował historię (dziejopisarstwo) jako sztukę. Patrzył na przeszłość przez pryzmat działań „wielkich” jednostek, kształtujących życie ogółu.

## Publikacje
- Luther. Gestalt und Symbol (1925) (Luter).
- Stein. Eine politische Biographie (1931) (Stein. Biografia polityczna).
- Die Heidelberger Universität (1936) (Uniwersytet w Heidelbergu).
- Friedrich der Große (1936) (Fryderyk Wielki).
- Machtstaat und Utopie (1940).
- Die Weltwirkung der Reformation (1941).
- Die Dämonie der Macht (1947 – piąte przerobione wydanie pracy Machtstatt und Utopie).
- Europa und die deutsche Frage. Betrachtungen über die geschichtliche Eigenart des deutschen Staatsdenkens (1948; wyd. II jako Das deutsche Problem. Grundfragen deutschen Staatslebens gestern und heute, 1966).
- Vom sittlichen Problem der Macht (1948, 1961).
- Die Neugestaltung Deutschlands und Europas im 16. Jahrhundert (1950).
- (red.) Henry Picker, Hitlers Tischgespräche im Führerhauptquartier, 1941–1942 (1951).
- Carl Friedrich Goerdeler und die deutsche Widerstandsbewegung (1954; wyd. III 1956).
- Lebendige Vergangenheit (1958).
- Staatskunst und Kriegshandwerk. Das Problem des „Militarismus” in Deutschland, 4 t. (1954–1968).